# بنجامين تاكر
بنجامين ريكتسون تاكر (بالإنجليزية: Benjamin Tucker) (17 أبريل 1854 – 22 يونيو 1939) كان لاسلطويًا (أناركيًا) واشتراكيًا أمريكيًّا.
كان تاكر، أحد مؤيدي الأناركية الفردانية في القرن التاسع عشر والتي سماها «الجيفرسونية غير الموثقة»، محررًا وناشرًا في الأناركية الفردانية الأمريكية في مجلة ليبرتي (1881-1908) بالإضافة إلى كونه عضوًا في الاشتراكية الدولية الأولى.
عارض تاكر بشدة اشتراكية الدولة وكان مؤيدًا للاشتراكية الليبرتارية التي كان يطلق عليها الأناركية الاشتراكية، كما كان أحد أتباع التبادلية. وربط الاقتصاد الكلاسيكي لآدم سميث والاشتراكيين الريكارديين بالإضافة إلى جوزيه ايرن، وكارل ماركس، وبيير جوزيف برودون بالاشتراكية. في وقت لاحق من حياته، اعتنق أنوية ماكس شتيرنر.

## سيرته الذاتية

### النشأة ومجلة ليبرتي
ولد تاكر في 17 أبريل 1854 في جنوب دارتموث بولاية ماساتشوستس، حيث ظهر لأول مرة في الأوساط الأناركية عام 1876، عندما نشر عزرا هيوود ترجمة تاكر الإنجليزية لعمل بيير جوزيف برودون الكلاسيكي ما هي الملكية؟ في عام 1877، نشر أول مجلة أصلية راديكال ريفيو، لكنها ركزت على أربعة مواضيع فقط. من أغسطس 1881 إلى أبريل 1908، نشر تاكر مجلة ليبرتي، «تُعتبر على نطاق واسع أفضل مجلة أناركية فردانية تصدر باللغة الإنجليزية». كانت المجلة مفيدة في تطوير وإضفاء الطابع الرسمي على فلسفة الأناركية الفردانية من خلال نشر المقالات والعمل بصيغة نقاشية. كان من بين المساهمين أيضًا، إلى جانب تاكر، ليساندر سبونر، وجرترود كيلي، وأوبيرون هربرت، وداير لوم، وجوشوا كي إنغولز، وجون هنري ماكاي، وفيكتور ياروس، ووردزورث دونيسثورب، وجيمس إل ووكر، وجاي ويليام لويد، وفلورانس فينش كيلي، وفولتارين دو كلير، وستيفين تي بيينغتون، وجون بيفرلي روبنسون، وجو لابادي، وليليان هارمان، وهنري أبليتون. وشملت في عناوين الصحف اقتباسًا من برودون يقول فيه إن الحرية هي «ليست الابنة بل أم النظام».

### الحياة المتأخرة والموت
بعد نقل لايبرتي من بوسطن إلى نيويورك في عام 1892، افتتح تاكر متجر الكتب الفريد في نيويورك عام 1906، للترويج لـ الأنانية في الفلسفة، الفوضوية في السياسة، تحطيم المعتقدات التقليدية في الفن. في عام 1908، دمر حريق معدات تاكر للطباعة غير المؤمنة ومخزونه من الكتب والنشرات لمدة ثلاثين عامًا. كانت بيرل جونسون، محبوبة تاكر، تصغره بخمسة وعشرين عامًا، بحمل ابنتهما أوريول تاكر. بعد ستة أسابيع من ولادة ابنته، أغلق تاكر كلًا من ليبرتي ومحل بيع الكتب وتقاعد مع عائلته في فرنسا. في عام 1913، خرج من التقاعد لمدة عامين للمساهمة بمقالات ورسائل إلى المرأة الحرة الجديدة (The New Freewoman) والتي وصفها بأنها أهم مطبوعة في الوجود.

لاحقًا، أصبح تاكر أكثر تشاؤمًا بشأن احتمالات الأناركية. في عام 1926، نشرت فانجارد برس مجموعة مختارة من كتاباته بعنوان الحرية الفردية أضاف فيها تاكر حاشية إلى اشتراكية الدولة والفوضوية والتي نصت على ما يلي: قبل أربعين عامًا، عندما كتب المقال السابق، إن إنكار المنافسة لم يؤد بعد إلى التركيز الهائل للثروة الذي يهدد الآن النظام الاجتماعي بشكل خطير. ولم يفت الأوان بعد لوقف تيار التراكم من خلال عكس سياسة الاحتكار. وكان العلاج الأناركي ما يزال قابلًا للتطبيق. علاوة على ذلك، جادل تاكر:
اليوم الطريق غير واضح. لقد أتاحت الاحتكارات الأربعة، دون عوائق، التطوير الحديث للصندوق، وأصبحت الثقة الآن وحشًا أخشى أنه حتى أكثر الأعمال المصرفية حرية، إذا تأسست، لن تكون قادرة على تدميرها. [...] إذا كان هذا صحيحًا، فإن الاحتكار، الذي لا يمكن السيطرة عليه بشكل دائم إلا للقوى الاقتصادية، قد مر في الوقت الحالي بعيدًا عن متناولها، ويجب أن تتصدى له لبعض الوقت فقط القوى السياسية أو الثورية. إلى أن تلغي إجراءات المصادرة القسرية، من خلال الدولة أو في تحد لها، التركزات التي أوجدها الاحتكار، الحل الاقتصادي الذي اقترحته الأناركية والمبين في الصفحات السابقة - ولا يوجد حل آخر. [...] [إنه] سوف يبقى شيئًا يجب تعليمه للجيل الصاعد، وقد تكون الظروف مواتية لتطبيقه بعد التسوية الكبيرة. لكن التعليم عملية بطيئة، وقد لا تأتي بسرعة كبيرة. الفوضويون الذين يحاولون التعجيل بها من خلال الانضمام إلى دعاية اشتراكية الدولة أو الثورة يرتكبون خطأ مؤسفًا بالفعل. إنهم يساعدون في إجبار مسيرة الأحداث بحيث لن يكون لدى الناس الوقت الكافي ليكتشفوا، من خلال دراسة تجربتهم، أن مشاكلهم كانت بسبب رفض المنافسة.
بحلول عام 1930، توصل تاكر إلى أن المركزية والتكنولوجيا المتقدمة قد قضت على كل من الفوضى والحضارة:
إن مسألة التذييل الشهير تغرق الآن. لم تعد العقبة التي لا يمكن التغلب عليها أمام تحقيق الفوضى هي قوة التروستات، ولكن الحقيقة التي لا جدال فيها أن حضارتنا في أوج موتها. قد تستمر بضعة قرون بعد؛ من ناحية أخرى، قد يعجل عقد من الانتهاء. [...] العصور المظلمة أكيد. آلية الوحش تلتهم البشرية.
وفقًا للمؤرخ جيمس جيه مارتن، كتب تاكر ما يلي في مراسلات خاصة عند الإشارة إلى المشهد العالمي في منتصف الثلاثينيات: الرأسمالية على الأقل مقبولة، وهو ما لا يمكن قوله عن الاشتراكية أو الشيوعية. يوضح مارتن أيضًا كيف ذهب تاكر لملاحظة أنه في ظل أي من هذه الأنظمة، يمكن لرجل داهية بما فيه الكفاية أن يريش عشه. تزعم سوزان لوف براون أن هذه الرسالة الخاصة غير المنشورة خدمت في توفير التحول الذي أضاءته الأناركية الرأسمالية في السبعينيات. ومع ذلك، فإن محرري طبعة 1970 من كتاب مارتن ضد الدولة ذكروا على الغلاف الخلفي أنه بينما يؤمنون بأن جيلًا جديدًا قد دفع إلى إعادة إصدار هذا الكتاب، أشاروا إلى الاهتمام المتجدد بآراء تاكر واللاسلطويون الفرديون الآخرون واشتراكيتهم في السوق الحرة بدلًا من الرأسمالية أو الرأسمالية اللاسلطوية. في عام 1939، توفي تاكر بصحبة عائلته في موناكو التي ذكرت ابنته أوريول على هذا النحو:
لم يغير موقف الأب من الشيوعية ذرة واحدة ولا عن الدين. [...] في شهوره الأخيرة اتصل بمدبرة المنزل الفرنسية. قال: أريدها أن تكون شاهدًا أنني على فراش الموت لا أتراجع. لا أؤمن بالله!
قرب نهاية حياة تاكر، وصفه الفوضوي فيكتور ياروس بأنه كاتب قوي وواضح، لكنه متحدث فقير وقال إن الكتابة في الصحف الرأسمالية أو البرجوازية كانت، في نظره، أسوأ أشكال الدعارة.

## وصلات خارجية
- بنجامين تاكر على موقع الموسوعة البريطانية (الإنجليزية)